# Ocotea cymbarum
Ocotea cymbarum là một loài thực vật thuộc họ Lauraceae. Loài này có ở Brasil, Colombia, Guyane thuộc Pháp, Guyana, Suriname, và Venezuela. Loài này đôi khi được sử dụng để sản xuất MDMA là nguồn nguyên liệu tự nhiên của safrol.